# Lúcio Valério Septímio Basso
Lúcio Valério Septímio Basso (em latim: Lucius Valerius Septimius Bassus) foi um oficial romano do século IV, ativo no reinado dos imperadores Graciano (r. 367–383), Valentiniano II (r. 375–392) e Teodósio I (r. 378–395).

## Vida

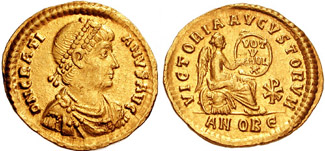
Soldo de Graciano r.

Lúcio talvez era neto de Septímio Basso e filho de Valério Máximo com sua 1ª esposa Septímia. Seu filho chamava-se Valério Adélfio Basso e o nome dele indica que Lúcio se casou com uma filha de Clódio Celsino Adélfio; Valério Faltônio Adélfio talvez era seu neto. Sabe-se através de uma inscrição (vi 1184a = D782) que durante o reinado de Graciano, Valentiniano II e Teodósio I (379/383) serviu como prefeito urbano de Roma.